# ماثيو ماكدونو
ماثيو ماكدونو (بالإنجليزية: Matthew McDonough)‏ هو طبال أمريكي، ولد في 12 مارس 1969 في بيوريا في الولايات المتحدة.